# Wiesław Tupaczewski
Wiesław Tupaczewski (ur. 7 czerwca 1963 w Ostrowi Mazowieckiej) – polski satyryk, założyciel Kabaretu OT.TO, prezenter telewizyjny, absolwent Wydziału Elektroniki Politechniki Warszawskiej, basista. Z zawodu elektronik.

## Życiorys
Laureat Festiwalu Piosenki Studenckiej w Krakowie (1984) oraz Festiwalu Artystycznego Młodzieży Akademickiej FAMA w Świnoujściu (1984). Był twórcą i liderem kabaretu studenckiego „17 mgnień wiosny” (1984-1987), a następnie Kabaretu OT.TO (od 1987). W latach 90. m.in. z Ryszardem Makowskim tworzył teksty do Smerfnych Hitów (piosenki: „A one były już wszędzie” oraz „Smerfny raj”).
Twórca tekstów, muzyki, scenariuszy filmowych. Wiesław Tupaczewski jest m.in. kompozytorem muzyki do słów Andrzeja Piekarczyka, w piosence pt. „Sprytna i wybitna”.  Utwór ten stał się później kanwą piosenki Maryli Rodowicz, do tekstu Agnieszki Osieckiej pt. „Jestem śliczna, higieniczna”. Autor strony internetowej Kabaretu OT.TO. Z nr 45 gra w Reprezentacji Artystów Polskich (RAP). Żonaty z Anną, ma córkę Katarzynę (ur. 1986) i syna Macieja (ur. 1992). Od 16 października 2000 do 1 lutego 2001 prowadził teleturniej „Podaj dalej” w telewizji RTL 7.